# Strongylidae
Strongylidae is een familie uit de orde van de Rhabditida (rondwormen). Het zijn parasitaire wormen die leven als parasiet in het spijsverteringskanaal van onder andere paarden. De Cyathostominae (kleine bloedwormen) en de grote bloedworm (Strongylus vulgaris) zijn de meest voorkomende maagdarmwormen die voorkomen bij paarden. 

## Indeling
Familie Strongylidae
- Onderfamilie Cyathostominae (kleine bloedwormen)
  - Geslacht Coronocyclus
  - Geslacht Cyathostomum
  - Geslacht Cylicocyclus
  - Geslacht Cylicodontophorus
  - Geslacht Cylicostephanus
  - Geslacht Petrovinema
  - Geslacht Poteriostomum
  - Geslacht Tridentoinfundibulum
- Onderfamilie Gyalocephalinae 
  - Geslacht Macropostrongyloides
  - Geslacht Oesophagostomoides
  - Geslacht Paramacropostrongylus
- Onderfamilie Strongylinae
  - Geslacht Craterostomum
  - Geslacht Oesophagodontus
  - Geslacht Parapoteriostomum
  - Geslacht Strongylus (onder andere grote bloedworm, Strongylus vulgaris)
  - Geslacht Triodontophorus